# Mitt Livs Novell
Mitt Livs Novell var en svensk ungdomstidning som gavs ut 1964–1998. Målgruppen var flickor i tonåren. Som titeln antyder bestod den till större delen av noveller. Novellerna handlade huvudsakligen om unga kvinnors kärleksbekymmer. Utgivningstakten var som högst ett nummer per vecka åren 1971–1988.
Tidningen grundades av Williams förlag. Den köptes 1976 upp Bonnier-ägda Åhlén & Åkerlunds förlag, som utgav tidningen fram till 1988. Därefter utgavs den av Ungdomsförlaget 1988, Semic Press 1989–1991, under förlagsnamnet Mitt Livs Novell 1991–1995, Bonniers Veckotidningar 1995–1996, Fanzine Media 1997 och slutligen Bonniers Specialtidningsförlag 1997–1998.